# Galeria Kaufhof

Logo van Galeria Karstadt Kaufhof sinds 25 maart 2019

Galeria Kaufhof was tot januari 2024 een Duitse warenhuisketen. Sinds 2018 maakte zij deel uit van het Oostenrijkse SIGNA Holding Gmbh.

## Geschiedenis
Leonard Tietz opende in 1879, in Stralsund, een eerste winkel met de naam 'Leonhard Tietz'. Het was een winkel van 25 m² waar stoffen, wol en fournituren werden verkocht. In 1889 werd een filiaal in Elberfeld geopend, waarna in 1890 ook de statutaire vestigingsplaats werd gewijzigd. Daarna volgden filialen in Koblenz (1890), Barmen (1890), Keulen in de Hohe Straße (1891), Remscheid (1891), Keulen in de Breite Straße (1892), Aken (1892), Keulen in de Weyerstraße (1893), Mainz (1893), Düren (1894), Düsseldorf (1895) Eschweiler (1897), twee filialen in Keulen (Eigelstein en Ehrenstraße) (1898), Bonn (1901), Krefeld (1904), Mayen (1905). In 1897 werd de statutaire vestigingsplaats Keulen.
In 1895 vond de opening plaats van een echt warenhuis in Keulen op een grondoppervlakte van 1000 m² aan de Hohe Straße.
In 1900 werd een filiaal in Antwerpen geopend; de latere Galeria Inno aan de Meir. Er bestonden niet verwezenlijkte plannen om filialen in Zwitserland en Amsterdam te openen. Wel werd Tietz in 1912 aandeelhouder van De Bijenkorf.
In 1905 werd Leonhard Tietz AG opgericht waarin de bestaande filialen werden ondergebracht. Na het overlijden van Leonhard Tietz nam zijn zoon Alfred Leonhard Tietz de leiding.
Het in 1919 opgerichte Passage-Warenhaus in Saarbrücken was inmiddels ook onderdeel van het concern. De Belgische warenhuizen van de groep werden als oorlogsbuit onder bewaring geplaatst en voor rekening van de Belgische Staat verkocht. Koper was de warenhuisketen A L'Innovation.
In 1929 werden filialen in Potsdam, Frankfurt en Breslau overgenomen van het Lindemann Konzern. De keten was inmiddels uitgegroeid tot 43 filialen.
Om te voorkomen dat het bedrijf zou worden opgeheven als gevolg van de arisering door de NSDAP werd het bedrijf in juli 1933 hernoemd tot Westdeutsche Kaufhof AG en verkocht Tietz zijn aandelen.
Na de Tweede Wereldoorlog groeide het bedrijf verder. Zo werden er onder meer filialen gebouwd in Solingen (1950), Frankfurt (1950), Mainz (1950), Bonn (1950), Würzburg (1951), München Stachus (1951), Hagen (1952), Worms (1952), Krefeld (1952), Darmstadt (1953), Mannheim (1953), Mülheim an der Ruhr (1953), Hamburg Mönckebergstraße (1967), Düsseldorf - Am Wehrhahn (1968), Hamburg - Alstertal-EKZ (1970) en München Marienplatz (1972)
In 1994 werd de Duitse warenhuisketen Horten overgenomen. Deze filialen werden in de jaren daarna omgebouwd tot Kaufhof filialen. Horten had in 1988 het 'Galeria'-concept geïntroduceerd om het verlies van marktaandeel van haar warenhuizen te keren. Na de overname werden de Kaufhof-filialen omgebouwd naar het nieuwe concept Galeria Kaufhof.
In 1991, kort na de Duitse eenwording, werden vijf voormalige Centrum warenhuizen verworven: Berlijn, Rostock, Neubrandenburg, Suhl en Chemnitz. Daarnaast werden het voormalige Universal-Kaufhaus in Berlijn-Marzahn en het Kinderkaufhaus in Halle overgenomen.
In 1992 werd het Centrum warenhuis bij het Berlijnse Bahnhof Zoo overgenomen. In 1995 werd in het Linden-Center in Berlijn-Hohenschönhausen een filiaal geopend.
In 1998 werd ook het nieuwe concept 'Lust for life' in de markt gezet om een jongere doelgroep aan te spreken. De pijlers van dit nieuwe concept waren mode, sport en muziek. De voormalige Horten-filialen Hamburg-Mönckebergstraße en Aken werden omgebouwd. Omdat het concept niet aansloeg, werd het filiaal in Hamburg al snel weer gesloten. Het 'Lust for Life'-filiaal in Aken werd in juni 2017 gesloten.
De Belgische warenhuisketen Inno werd in 2001 overgenomen en telde destijds 15 filialen. Op 30 september 2015 nam Hudson's Bay Company het bedrijf over van Metro AG.
In 2015 telde de keten 101 filialen in Duitsland, waaronder het Carsch-haus in Düsseldorf. Dit warenhuis werd in 2016 gesloten om omgebouwd te worden tot een filiaal van Saks 5th Off. Daarnaast waren er in 2015 16 filialen in België onder de naam Galeria Inno.
In september 2018 kondigde Hudson's Bay aan dat Kaufhof ging fuseren met Karstadt dat eigendom is van SIGNA Holding. Beide ketens hielden destijds hun eigen naam en als gezamenlijk hoofdkantoor werd het kantoor van Kaufhof in Keulen gebruikt.
Op 25 maart 2019 presenteerde Karstadt en Galeria Kaufhof het nieuwe logo van de nieuwe onderneming Galeria Karstadt Kaufhof. Ze lanceerden diezelfde dag ook hun nieuwe website galeria.de. Het hoofdkantoor is verplaatst naar het voormalige hoofdkantoor van Karstadt in Essen-Bredeney.